# Underground (cultuur)
Underground (Nederlands: ondergronds) is de subcultuur of scene waarin idealistische of kunstzinnige uitingen zich al dan niet bewust afzetten tegen de uitingen voor het grote publiek; de uitingen betreffen onder meer de beeldende kunst, literatuur, muziek, film en mode, en ook de media waarin idealisme of alternatieve levenswijzen een belangrijke rol speelt. Kenmerkend zijn veelal: een selecte publieksgroep en daardoor de relatieve onbekendheid, het nastreven van idealistische of kunstzinnige eigenheid in plaats van commercie of financieel gewin, en een drang naar kunstzinnige vernieuwing (avant garde).
Underground is een tegencultuur en kan overeenkomsten hebben met de DIY-mentaliteit zoals ook in de krakersbeweging heerst. Idealisme, maatschappelijke betrokkenheid of protest ligt vaak ten grondslag, wat zich bijvoorbeeld kan uiten in veganisme, anarchisme of een streven naar autonomie of wereldvrede. Veelal is er een scenevorming met bijbehorende alternatieve uitingen in kleding en gedrag.

## Marketing

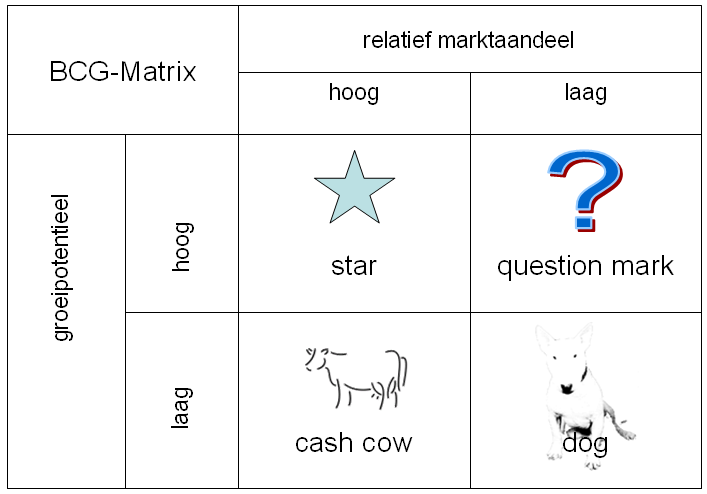
Bostonmatrix met rechtsonder de Dog: klein marktaandeel en kleine revenuen

Inherent aan het woord underground is een kleine doelgroep die wordt aangesproken. Wanneer een artiest bedoeld of onbedoeld een grotere groep liefhebbers aanspreekt raakt het underground-idee meer op de achtergrond. Het vergroten van de doelgroep brengt naast meer roem met zich mee dat er meer omzet kan worden gemaakt. Dit kan door inzet van marketingmiddelen of door groot gemaakt te worden na ontdekt te zijn door een invloedrijk medium. Zo'n ontdekking kan leiden tot meer publiciteit zoals meer zichtbaarheid/ruchtbaarheid.
Muziekgroepen als U2, Simple Minds en R.E.M. begonnen als kleine alternatieve bands, maar na grote hits werden ze gerekend tot de mainstream. Soms zijn beginnende muzikanten eerst underground, vervolgens worden ze 'ontdekt' en krijgen ze een platencontract, waarna ze kunnen doorgroeien tot een sterrenstatus. De oorspronkelijke aanhang hoeft die ontwikkeling niet door te maken, waardoor de publieksgroepen voor de muziekgroep ook kunnen verschuiven. De achterban van het eerste uur kan zich bijvoorbeeld afkeren van groepen die naar de hoofdstroom migreren.
Ook kan een populaire muziekgroep zich andersom ontwikkelen en van populair verworden tot cult, zoals het nummer Little Green Bag van George Baker Selection, doordat dit nummer de soundtrack werd van de cultfilm Reservoir Dogs. Ook is de Zweedse muziekgroep ABBA geliefd als cultmuziek.
Traditioneel wordt voor de marketing bij de underground gebruikgemaakt van consumer-to-consumer-middelen zoals mond-tot-mondreclame of electronic commerce met onder meer peer-to-peernetwerken. Deze benadering staat namelijk dicht bij de DIY-attitude (zelfvoorziening) die nauw verwant is aan de underground.

## Muziek
Undergroundmuziek komt voor in verscheidene genres uit de cult. Undergroundbands zijn veelal verbonden aan onafhankelijke platenlabels, spelen internationaal in speciaal daarop gefocuste podia en de promotie verloopt voornamelijk via mond-tot-mondreclame, internet, fansites, college radio of instanties als de VPRO en radioprogramma's van John Peel. Kenmerken van de undergroundmuziekstroming zijn DIY, anti-censuur, provo, anti-establishment, avant-garde, subversief, cult en lo-fi, wat zich veelal weerspiegelt in de liedteksten en de houding van de artiesten.
Vrijwel elk muziekgenre begint met een avantgardistische undergroundstroming: delta blues, psychedelische rock, protopunk, punk, rap, hiphop, acid house, dubstep, noiserock, indierock, industrial en gothic. Undergroundmuziek omvat psychedelische rock uit de jaren zestig (zoals (de vroege) Pink Floyd, Velvet Underground, Grateful Dead, Frank Zappa) en protopunk en garagerock (Patti Smith, Jonathan Richman, MC5) en de Amerikaanse punk, hardcorepunk, postpunk die daaruit voortvloeide (Richard Hell, Suicide, New York Dolls), no wave (Lydia Lunch, James Chance, Glenn Branca) en noiserock (Half Japanese, Sonic Youth, Swans), tot de undergroundhiphop van de jaren 2000. Ook tekno en vroege acid house is een vorm van undergroundmuziek. In de vroege jaren negentig brak de band Nirvana door. Aanvankelijk werd de band getypeerd als alternatieve rockband, evenals de voorlopers en collega-undergroundbands Sonic Youth, Dinosaur Jr., Mudhoney en Pixies. Alternatief en underground gelden binnen de rockmuziek als synoniemen.
In het boek 'Our Band Could Be Your Life' van Micheal Azerrad worden de biografieën van een serie undergroundbands uit de jaren tachtig beschreven, waaronder die van Black Flag, Minutemen, Mission of Burma, Minor Threat, Hüsker Dü, The Replacements, Sonic Youth, Butthole Surfers, Big Black, Dinosaur Jr., Fugazi, Mudhoney en Beat Happening.

### Undergroundscenes
In Nederland hebben de volgende muziekgenres ook een undergroundscene (gekend):
| - Drum 'n Bass - Hip-Hop - Indie - Industrial - Metal - House - Progressive | - Psytrance - Hardcore house - Speedcore - Punk - Rap - Techno - Techtrance - Tekno |

### Muziekpodia
In New York waren CBGB, Knitting Factory en The Kitchen legendarische undergroundclubs. In Nederland gaf aanvankelijk het zogeheten gesubsidieerde NPI-clubcircuit plaats aan undergroundmuziek en was het te beluisteren via de omroep VPRO en het radiostation Kink FM.
Nederlandse clubs die bekend stonden om een undergroundscene:
- Extrapool (Nijmegen)
- Het Paard (Den Haag)
- Vera (Groningen)
- WORM (Rotterdam)
- ACU (Utrecht)
- OCCII (Amsterdam)

In Nederland is er verder het festival Incubate in Tilburg dat aandacht aan undergroundmuziek besteedt.
Een Belgische club met een undergroundscene is Scheld'apen (Antwerpen).

## Film
Een filmregisseur die binnen de underground bekendheid geniet is Richard Kern.

## Strip
De undergroundstrip is een stripgenre dat ontstond aan het einde van de jaren zestig in de Verenigde Staten. Het begon in San Francisco, maar ook in New York, Chicago en Austin (Texas) waren striptekenaars en uitgeverijen actief. Bij undergroundstrips is de gehele productie veelal in handen van een persoon die scenarist, inkter, tekenaar, letteraar en redacteur tegelijk is.

## Media
- Indymedia
- Next 5 Minutes (festival)